# 亚历杭德罗·阿瓦斯卡尔
亚历杭德罗·阿瓦斯卡尔（西班牙語：Alejandro Abascal，1952年7月15日—），西班牙男子帆船运动员。他曾代表西班牙参加1976年、1980年和1984年夏季奥林匹克运动会帆船比赛，其中1980年奥运会获得一枚金牌。